# Mirror (Charles Lloyd)
Mirror is een studioalbum van het kwartet rondom Charles Lloyd. Lloyd hield zichzelf een spiegel (mirror) voor en nam voor dit album een aantal "oude" nummers van hem op, maar ook werk van anderen ondergingen een arrangement. In Tagi draagt Lloyd een gedicht voor (herkomst onbekend). Het album werd opgenomen in de Santa Barbara geluidsstudio in Californië. Het album werd door diverse recensenten uitgeroepen tot een van de beste jazzalbums van 2010 (The Guardian, Written in music). Kunstenares Dorothy Dorr (vrouw en manager van Lloyd) nam de foto’s bij dit album en staat op de platenhoes. Moran was de initiatiefnemer voor de twee Monk-tracks.

## Musici
- Charles Lloyd – altsaxofoon, tenorsaxofoon, stem
- Jason Moran – piano
- Reuben Rogers – contrabas
- Eric Harland – slagwerk, stem

## Muziek
| Nr. | Titel                                                          | Duur |
| --- | -------------------------------------------------------------- | ---- |
| 1.  | I fall in love too easily (For Lily) (Sammy Cahn, Jule Styne)  | 5:00 |
| 2.  | Go down Moses (traditional)                                    | 5:59 |
| 3.  | Desolation sound (Lloyd)                                       | 7:03 |
| 4.  | La Llorona (traditional)                                       | 5:34 |
| 5.  | Caroline, No (Brian Wilson, Tony Asher)                        | 4:02 |
| 6.  | Monk’s mood (Thelonious Monk)                                  | 5:01 |
| 7.  | Mirror (Lloyd)                                                 | 6:42 |
| 8.  | Ruby, my dear (Monk)                                           | 5:25 |
| 9.  | The water is wide (traditional)                                | 7:20 |
| 10. | Lift every voice and sing (John R. Johnson, James W. Johnson)  | 4:28 |
| 11. | Being and becoming, Road to Dakshineswar with Sangeeta (Lloyd) | 7:02 |
| 12. | Tagi (Lloyd)                                                   | 9:17 |